# Purranque
Purranque est une ville et une commune du Chili qui se trouve dans la Province d'Osorno au cœur de la Xe région du Chili, la région des Lacs. Purranque compte environ 20 283 habitants et est accessible par la Route panaméricaine, en direction de la Patagonie. Elle est à 45 km au sud d'Osorno et à 63 km au Nord de Puerto Montt, la capitale de région,.

## Histoire
Dans cette région, nommée autrefois Purranquil, vivait jusqu'au début du XIXe siècle la tribu Huilliche. Leur Cacique Railef la vendit aux premiers espagnols qui transitaient par le Camino Real qui relie Valdivia et l'archipel des Chiloé.
En 1813 Camilo Santibañez, le premier habitant d'origine européenne, acheté à Railef la parcelle de terrain qui portera par la suite le nom de Fundo Dollinco. Celle-ci est rachetée plus tard par le grand propriétaire terrien Felix Rosas Manrique de Lara. La ville de Purranque est fondée le 18 avril 1911 par Tomás Burgos Sotomayor sous le nom de Lo Burgos. Il épouse la fille de Félix Rosas Manrique de Lara, Sofía Rosas Durán qui avait hérité d'une partie du domaine de Fundo Dollinco. La création de la ville permet à Sotomayor d'obtenir que l'agglomération soit desservie par le réseau de chemin de fer. Grâce au train, la région put commencer son développement. La ligne relie jusqu'à aujourd'hui Purranque aux villes importantes d'Osorno et de Puerto Montt.
Un décret de 1915 reconnait la création de Villa Lo Burgos. En 1941 le Congrès National, considérant l'augmentation du trafic de passagers et de marchandises à Purranque, l'éleva au rang de commune et fixe définitivement ses limites.

## Économie
L'économie locale est principalement agricole. Cette partie de la province d'Osorno est connue pour sa viande de bœuf qui trouve des débouchés dans tout le Chili. En outre il existe des petites et moyennes entreprises laitières qui écoulent leur production dans le sud et le centre du Chili. Les baies et la production alimentaire qui en découle sont exportées de façon croissante.

## Tourisme
La commune a développé au cours des dernières années le tourisme vert. La région de la Cordillère de la Côte et la côte de l'Océan Pacifique offrent des possibilités d'excursion et de trekking comme la crique de San Pedro, celle de San Carlos, Panguirruca et celle de Manquemapu.
La fête de Saint Sébastien, saint patron de la ville, est célébrée depuis 1935 et a fait revivre une tradition des premiers arrivants espagnols au sud du Chili. Tous les 20 janvier, se rassemblent ainsi près de 30 000 pèlerins venus de tous les coins du pays.

## Galerie

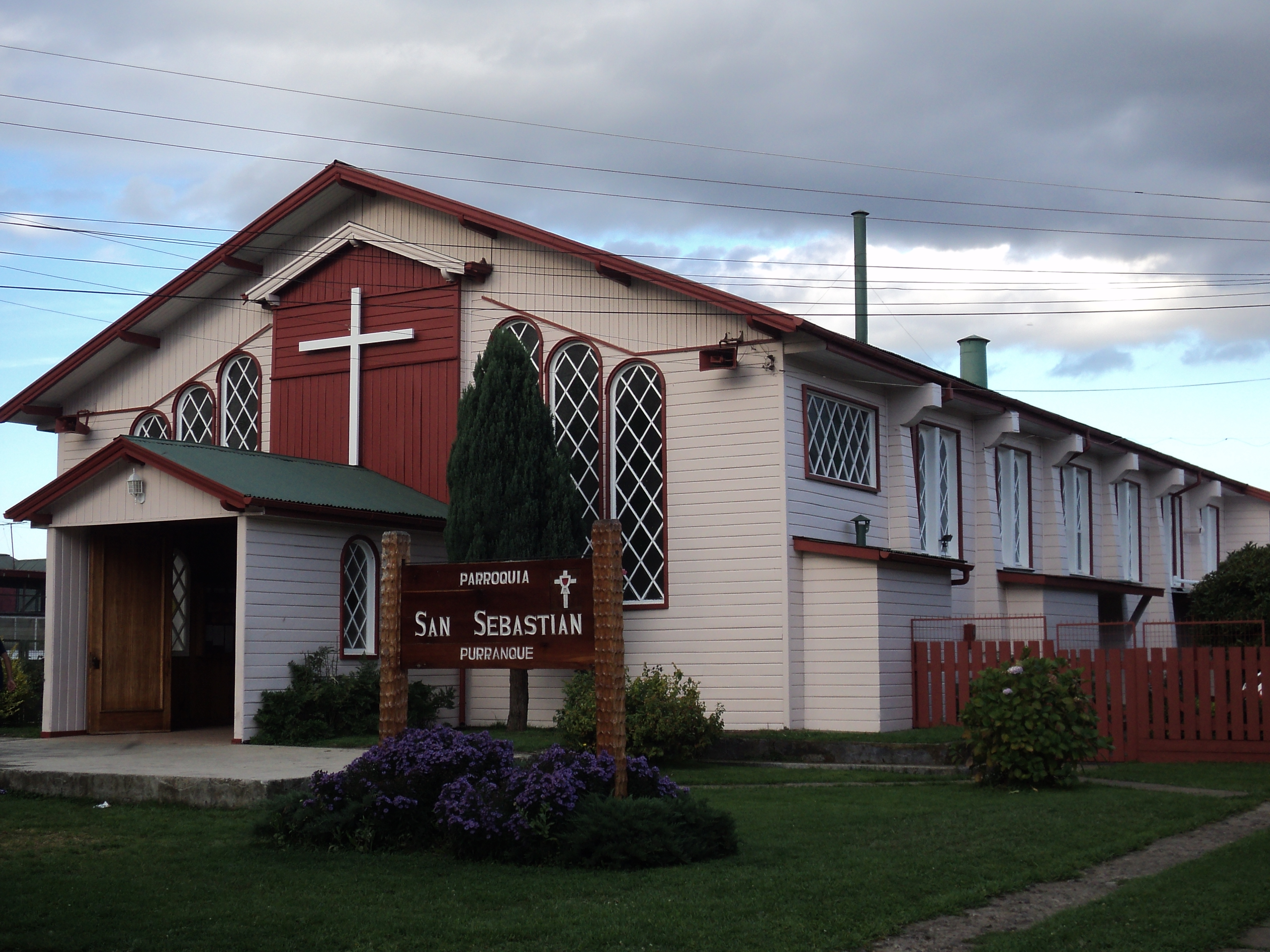
Église San Sebastian.
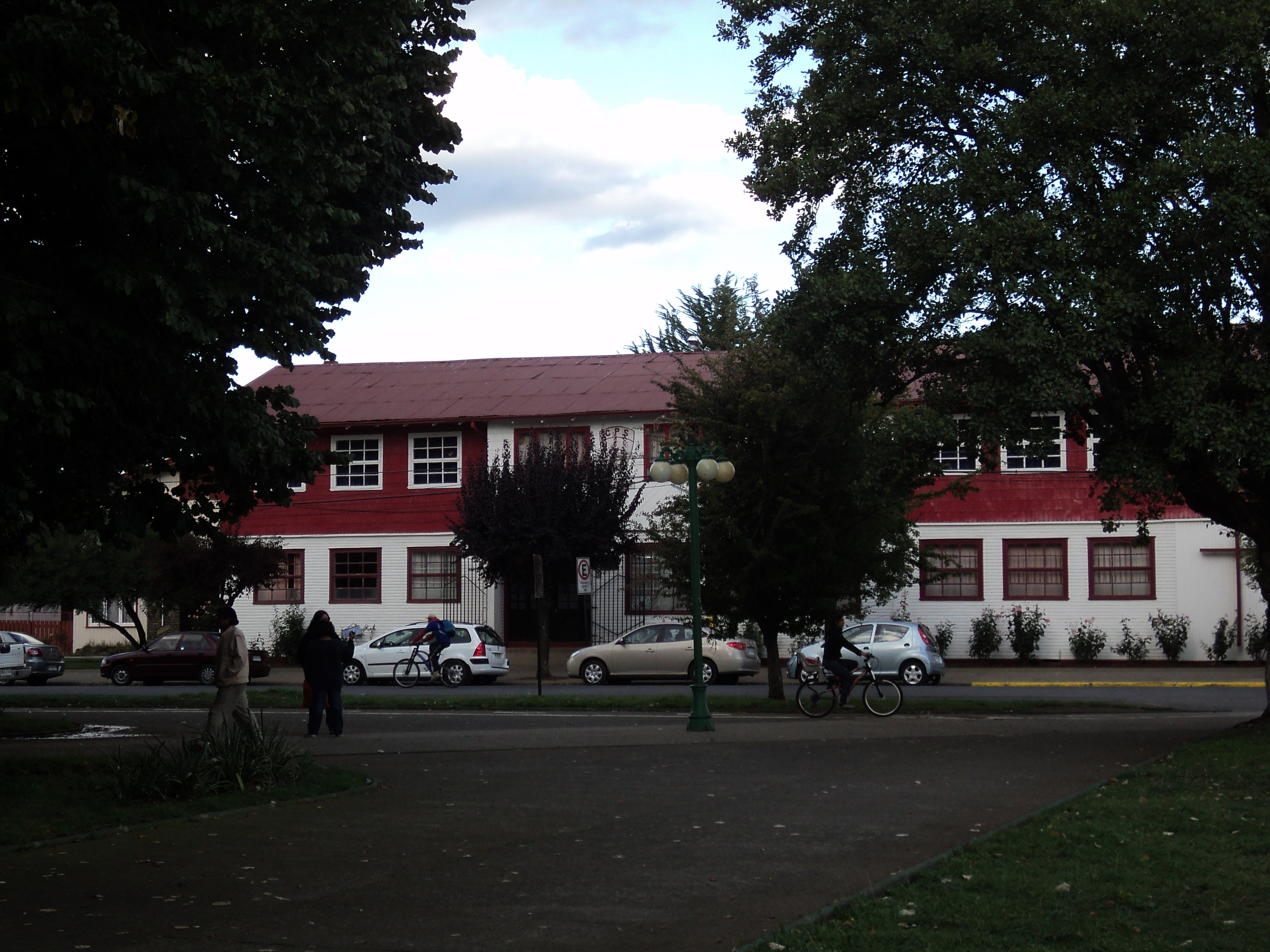
École de la Congrégation du Précieux-Sang.
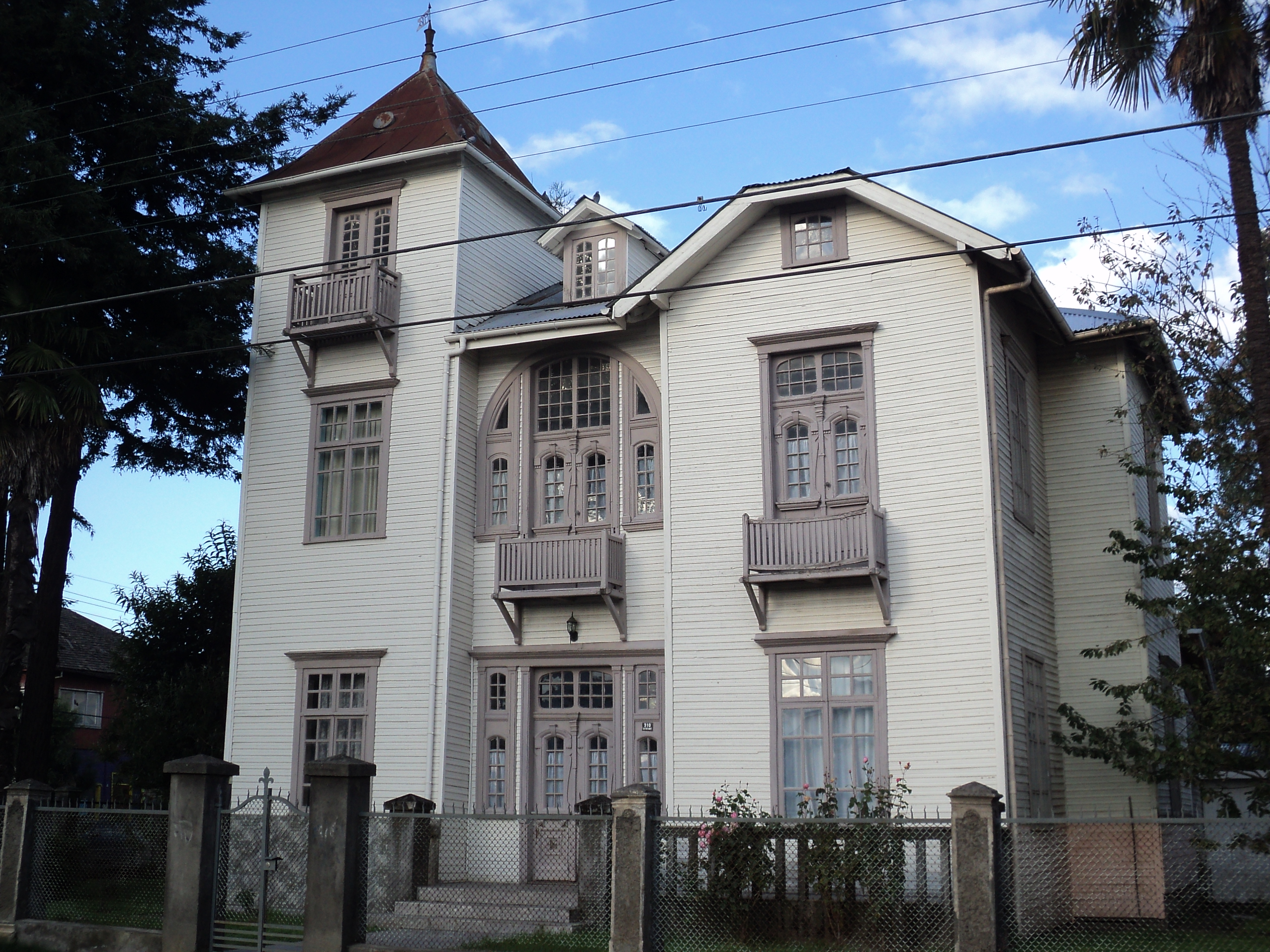
Ancienne maison de la ville.
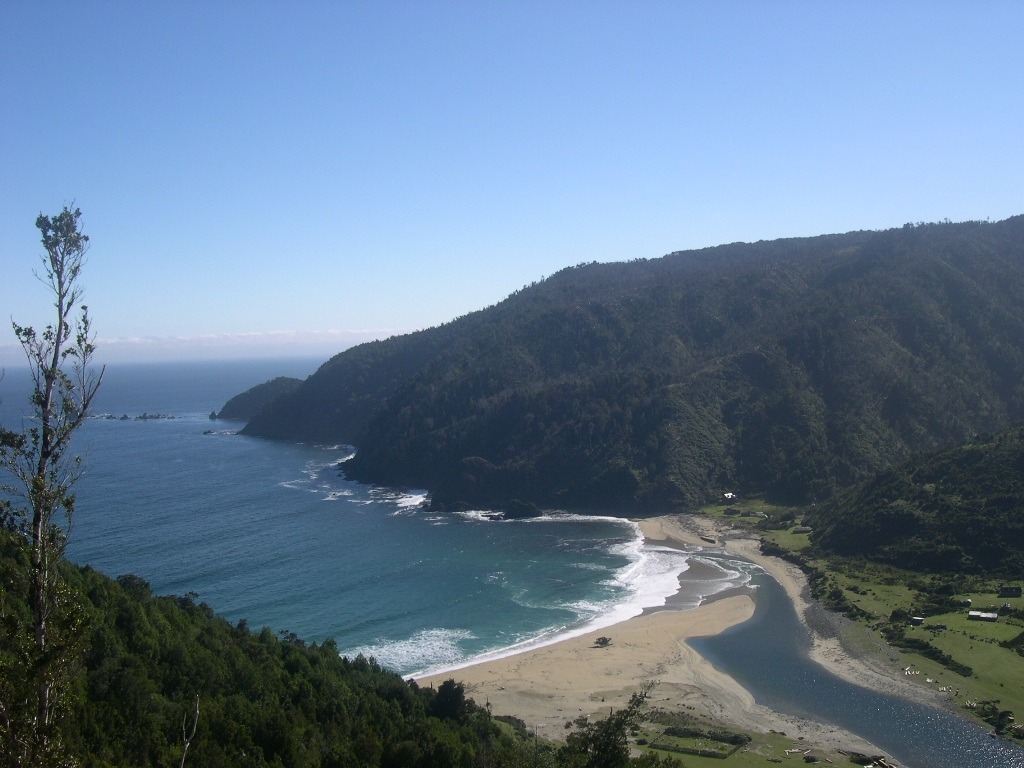
Crique Manquemapu.
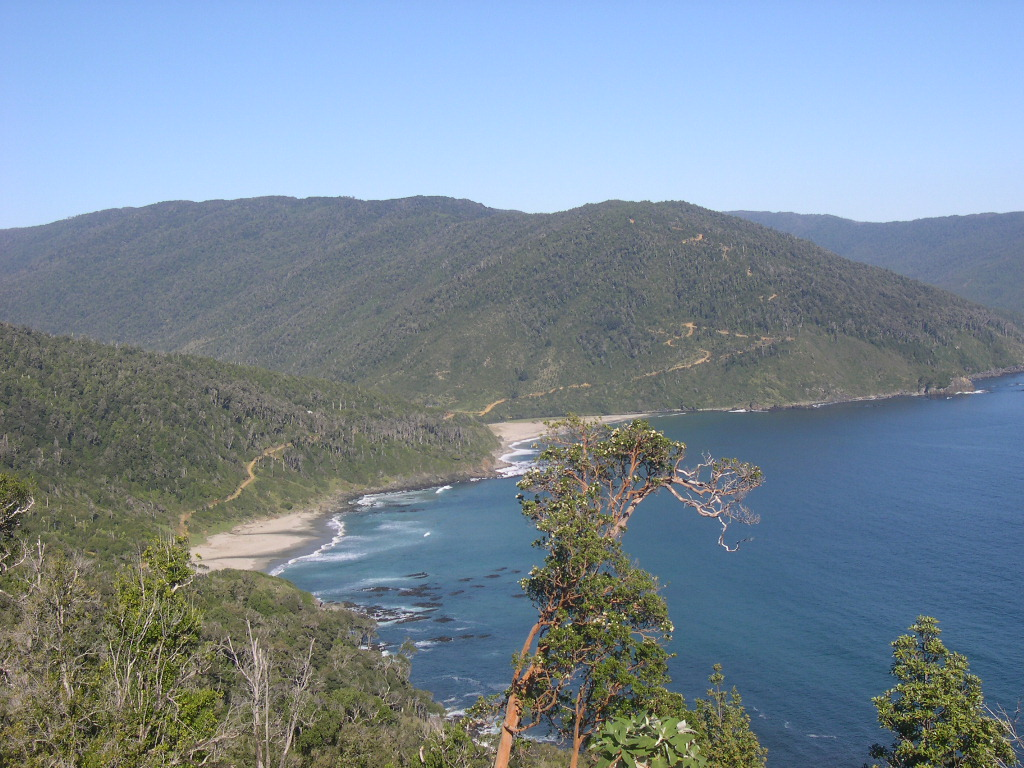
Crique San Carlos.
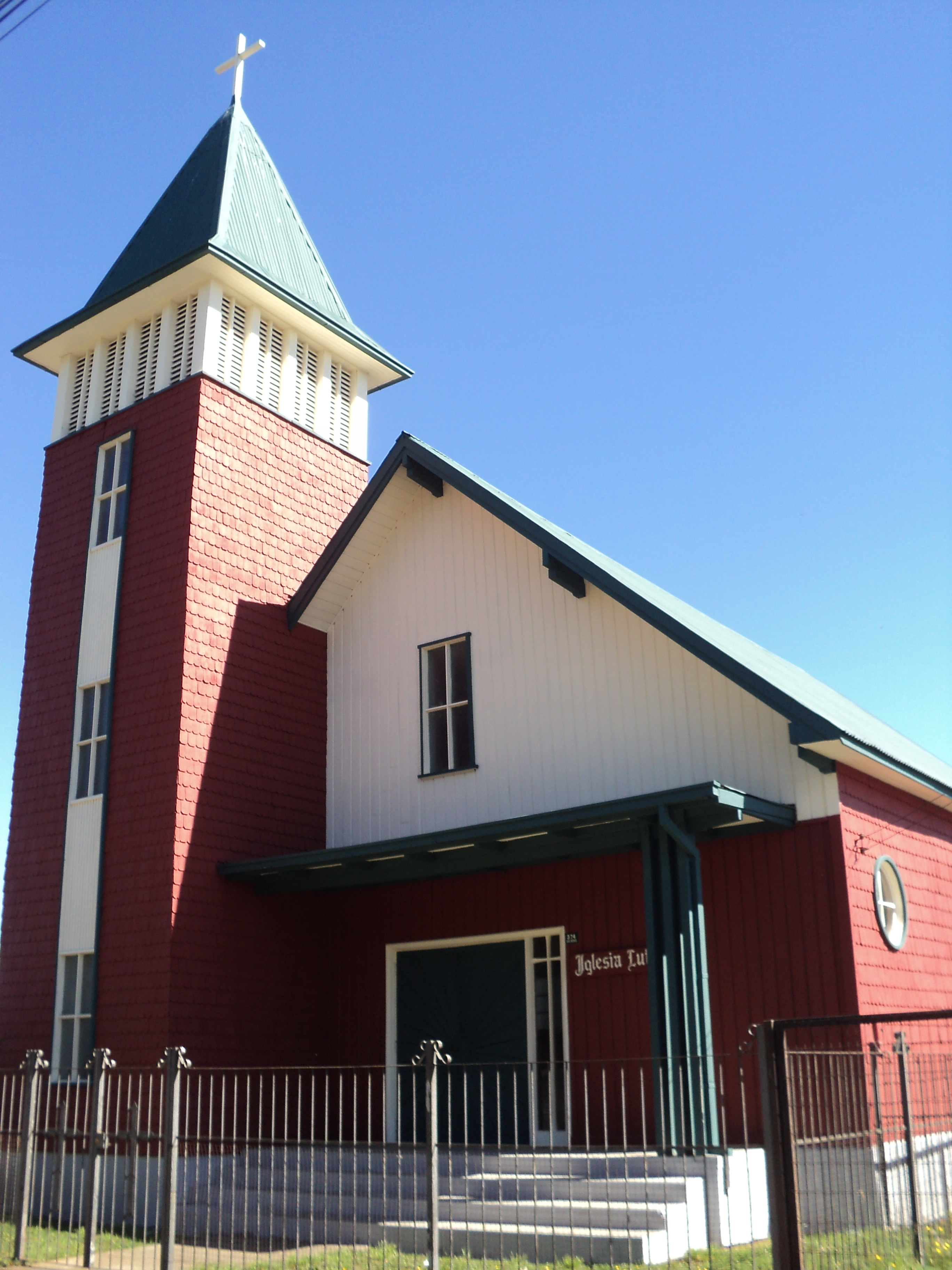
Église luthérienne.
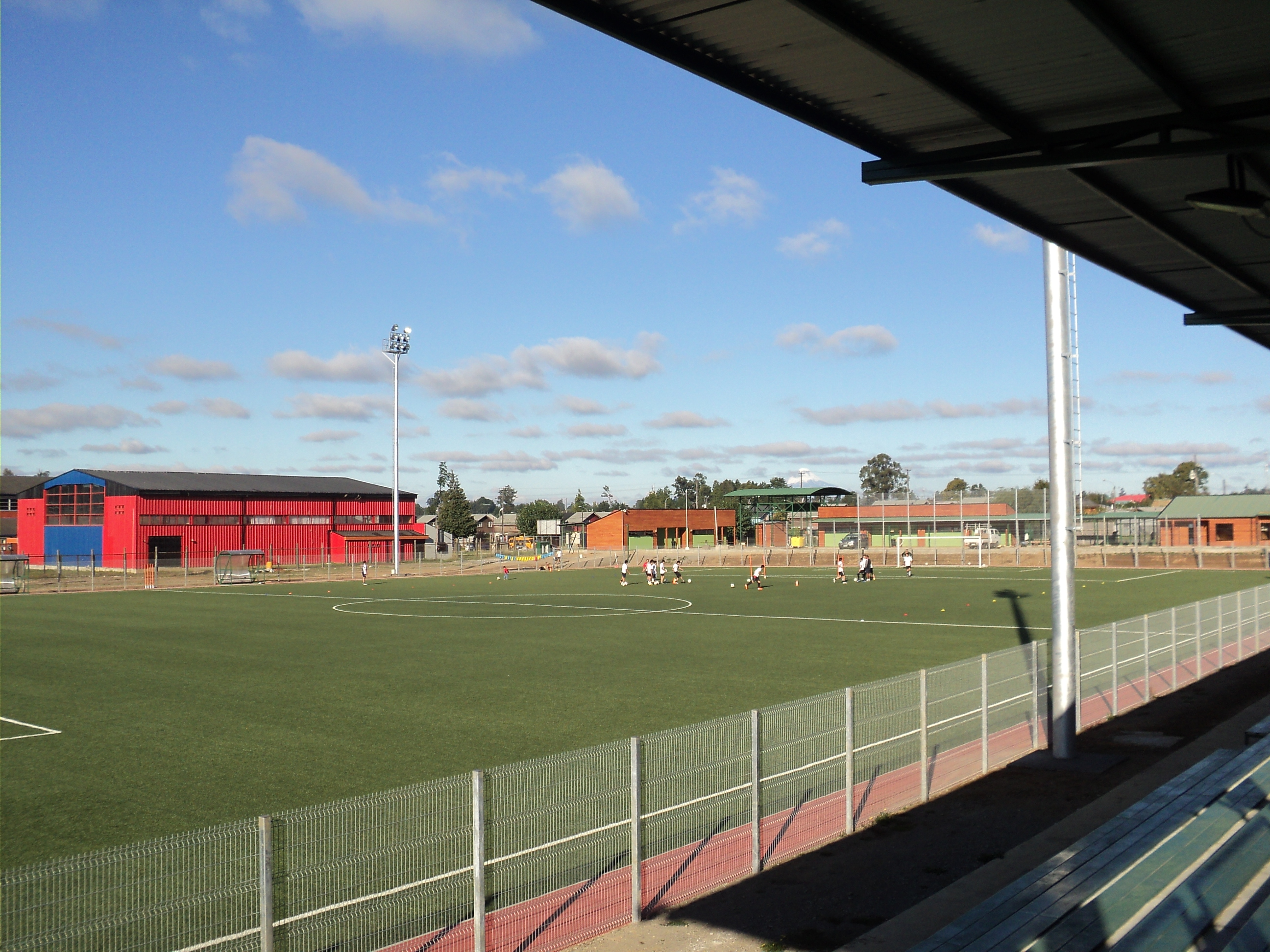
Stade de football du Centenaire.

Position de Purranque (en rouge) au sein de la Région des Lacs.